# Privilegi de manifestació
El Privilegi de manifestació era un privilegi exercit pel Justícia d'Aragó per intervenir en els tribunals i oficials reals. El procés començava quan un acusat al·legava injustícia per part dels oficials reials o considerava amenaçada la seva integritat física i, per tant, demanava la protecció del Justícia d'Aragó. Això portava a la investigació del cas per jutges competents i l'acusat passava a estar sota la protecció del Justícia d'Aragó. Aquest privilegi permetia a l'acusat poder obtenir immunitat respecte al poder reial, almenys mentre les seues al·legacions s'investigaven. Famós fou el cas d'Antonio Pérez durant el regnat de Felip II de Castella, que va demanar aquesta protecció del Justícia i davant els intents reals de jutjar-lo per mitjà de la Inquisició espanyola -tribunal contra el qual el Justícia no tenia cap poder- la situació va derivar cap a una revolta coneguda amb el nom d'Alteracions d'Aragó, que finalitzà amb l'anorreament dels líders constitucionalistes aragonesos i l'esquarterament del poder competencial tant del Justícia d'Aragó com de la Generalitat d'Aragó.